# Traian Șelmaru
Traian Șelmaru (n. 12 ianuarie 1914 – d. 1999) a fost un critic literar român, reprezentant al realismului socialist.

## Biografie
A fost secretar al Uniunii Scriitorilor din R.P.R.. Atunci când A.E. Baconsky și alți scriitori încercau să combată caracterul propagandistic și lozincard al literaturii proletcultiste, în calitatea sa de secretar al Uniunii Scriitorilor, Traian Șelmaru a afirmat că lozinca „e un lucru sfânt, ordinul de luptă a Partidului nostru, iar scriitorii sunt propagandiști și trebuie să învețe a utiliza cu mândrie și cu măiestrie lozincile”.
Într-o informare referitoare la atmosfera din Uniunea Scriitorilor se atrăgea atenție că aceasta nu este cea mai bună, deoarece în rândul scriitorilor "își face loc tot mai mult spiritul de grup" și se exemplifică existența unor grupuri ca: grupul Gazetei literare (Zaharia Stancu, Paul Georgescu, Petru Dumitriu, Veronica Porumbacu etc.), grupul Vieții Românești (Ovid S. Crohmălniceanu, Nina Cassian, Marin Preda, Nicolae Tertulian), grupul de la Scînteia (S. Fărcășanu, Dan Deșliu, Eugen Frunză, Traian Șelmaru). În acea perioadă, Traian Șelmaru lucra la ziarul PCR: Scînteia.
În volumul său  Memoria ca zestre Nina Cassian îl descrie pe Traian Șelmaru drept „personaj nefast, ulterior secretar (și torționar) al Uniunii Scriitorilor”.
Vladimir Tismăneanu se exprimă astfel: „Este dificil și dureros să facem un inventar al caznelor la care a fost supusă cultura română în anii administrării sale de către ceata de politruci guvernată de Leonte Răutu. Un belfer cu tupeu, precum Traian Șelmaru, ajungea să dicteze în lumea scriitorilor români”.

## Distincții
- Medalia „A cincea aniversare a Republicii Populare Române” (24 decembrie 1952) „pentru lupta și munca duse în vederea făuririi, consolidării și prosperării Republicii Populare Române”[8]
- Medalia „Eliberarea de sub jugul fascist” (24 decembrie 1952) „pentru lupta dusă împotriva fascismului”[9]
- Ordinul Muncii clasa a II-a (13 octombrie 1953) pentru contribuția sa la „munca de pregătire și desfășurare a celui de-al IV-lea Festival Mondial al Tineretului și Studenților pentru Pace și Prietenie⁠(d)”[10]
- Medalia „40 de ani de la înființarea Partidului Comunist din Romînia” (6 mai 1961) „pentru activitate îndelungată în mișcarea muncitorească și merite în opera de construire a socialismului”[11]
- Ordinul „23 August” clasa a II-a (4 mai 1971) „cu prilejul aniversării a 50 de ani de la constituirea Partidului Comunist Român, [...] pentru activitate îndelungată în mișcarea muncitorească și merite deosebite în opera de construire a socialismului”[12]

## Scrieri

### În volum
- Reportaj din China nouă, Editura de Stat pentru literatură, București, 1952;
- Pe drumul culturii noi, Editura de Stat pentru literatură, București, 1952;
- Turneu în Occident, Editura Tineretului, București, 1955;
- Teatru politic - politica teatrală, Editura Politică, București, 1973;
- Premiera de aseară (Fals jurnal), Editura Eminescu, București, 1975 (I.P. „13 decembrie 1918”)
- Acte și antracte (Fals jurnal, vol. 2), Editura Eminescu, București, 1978;
- Scena și oamenii ei (Fals jurnal, vol. 3), Editura Eminescu, București, 1980;
- Marea frescă văzută de aproape (Arta teatrală / România / 1933-1937), Editura Eminescu, București, 1984;
- Aurel Baranga, cuvânt înainte Traian Șelmaru, Teatru, Editura Eminescu, București, 1989.

### În periodice
- Articole publicate în revista "Teatru" Arhivat în 5 februarie 2015, la Wayback Machine.